# Napad na džamije u Christchurchu
Napad na džamije u Christchurchu dogodio se 15. ožujka 2019. godine tijekom molitve petkom. Teroristički napad zbio se u džamiji Al Noor, gdje je počeo u 13:40 prema lokalnom vremenu, te Islamskom centru Linwood u novozelandskom gradu Christchurchu. U napadu je ubijeno 51 i ranjeno 49 osoba.
Dvadesetosmogodišnji Australac, kojeg mediji opisuju kao rasista i pripadnika alternativne desnice, optužen je za napad. Napade se povezuje s globalnim rastom rasizma i ekstremizma alternativne desnice. Osumnjičenik je objavio manifest i prenosio napad uživo preko društvene mreže Facebook.
Novozelandska predsjednica Vlade Jacinda Ardern nazvala je napad "jednim od najcrnijih dana Novog Zelanda". Političari su osudili napad, a neki su ga povezali s rastom islamofobije. Ovaj napad je najsmrtonosnije masovno ubojstvo u modernoj povijesti Novog Zelanda.

## Žrtve
U napadu su ubijene 42 osobe u džamiji Al Noor, sedmero u Islamskom centru Linwood i jedna osoba preminula je u gradskoj bolnici. Najmlađa žrtva bila je stara dvije, a najstarija 71 godinu. Ozlijeđeno je više od 50 osoba.

## Osumnjičenik
Brenton Harrison Tarrant, dvadesetosmogodišnji Australac i napadač, svoja uvjerenja je zapisao u manifestu koji je nazvao "Velika zamjena" (eng. The Great Replacement), referenca na teoriju zavjere o navodnom "genocidu bijele rase". U manifestu izražava mišljenja protiv imigracije, govor mržnje, retoriku nadmoći bijele rase i pozivanje na izbacivanje svih imigranata iz Europe. Napadač je prvi napad prenosio uživo na društvenoj mreži Facebook, a kasnije je uhićen i optužen za ubojstvo.